# Ianrakinnot
Ianrakinnot (en rus: Янракыннот) és un poble del districte autònom de Txukotka, a Rússia, que el 2015 tenia 314 habitants.